# Sauromalus hispidus
Sauromalus hispidus är en ödleart som beskrevs av  Leonhard Hess Stejneger 1891. Sauromalus hispidus ingår i släktet Sauromalus och familjen leguaner. Inga underarter finns listade i Catalogue of Life.
Denna leguan förekommer på olika öar i Californiaviken i Mexiko. På dessa öar finns bara låga kullar och inga höga berg. Sauromalus hispidus går på marken och klättrar i växtligheten. Den är aktiv på dagen och vilar på natten i bergssprickor, mellan stenar eller i naturliga jordhålor. Arten äter olika växtdelar som blad från träd och buskar, frukter, blommor (även från kaktusar) och gräs.
Några individer dödas av regionens ursprungsbefolkning för köttets skull och kroppsvätskorna används i den traditionella medicinen. IUCN kategoriserar arten globalt som nära hotad. Det beror främst på den begränsade utbredningen.